# Lenguas dizoides
Las lenguas dizoides constituyen un subgrupo filogenético de las lenguas omóticas septentrionales. Usualmente se reconocen tres lenguas dizoides:
- Dizi
- Sheko
- Nayi (Na'o)

## Comparación léxica
Los numerales para diferentes lenguas omóticas meridionales son:
| GLOSA | Dizi   | Nayi   | Sheko  | PROTO- DIZOIDE |
| ----- | ------ | ------ | ------ | -------------- |
| 1     | kʼoːy  | jísn̩   | kʼòy   | *kʼòy          |
| 2     | tʼàːgŋ̩̄ | tʼaːgn̩ | tʼaːgn̩ | *tʼaːgn̩        |
| 3     | kàːdū  | kädú   | kàdu   | *käːdu         |
| 4     | kʼùbm̄  | kubḿ̩   | kúbm̩   | *kubm          |
| 5     | út͡ʃū   | útʃːú  | ùtʃú   | *uʧu           |
| 6     | yàkū   | yãkù   | yakù   | *yaku          |
| 7     | tùːsū  | tuːsu  | tubsu  | *tubsu         |
| 8     | zeːd   | zìét   | zeːd   | *zeːd          |
| 9     | sāgŋ̀   | ságn̩   | sagn̩   | *sagn̩          |
| 10    | támū   | támmù  | təɓi   | *taɓi          |